# Jon Klassen

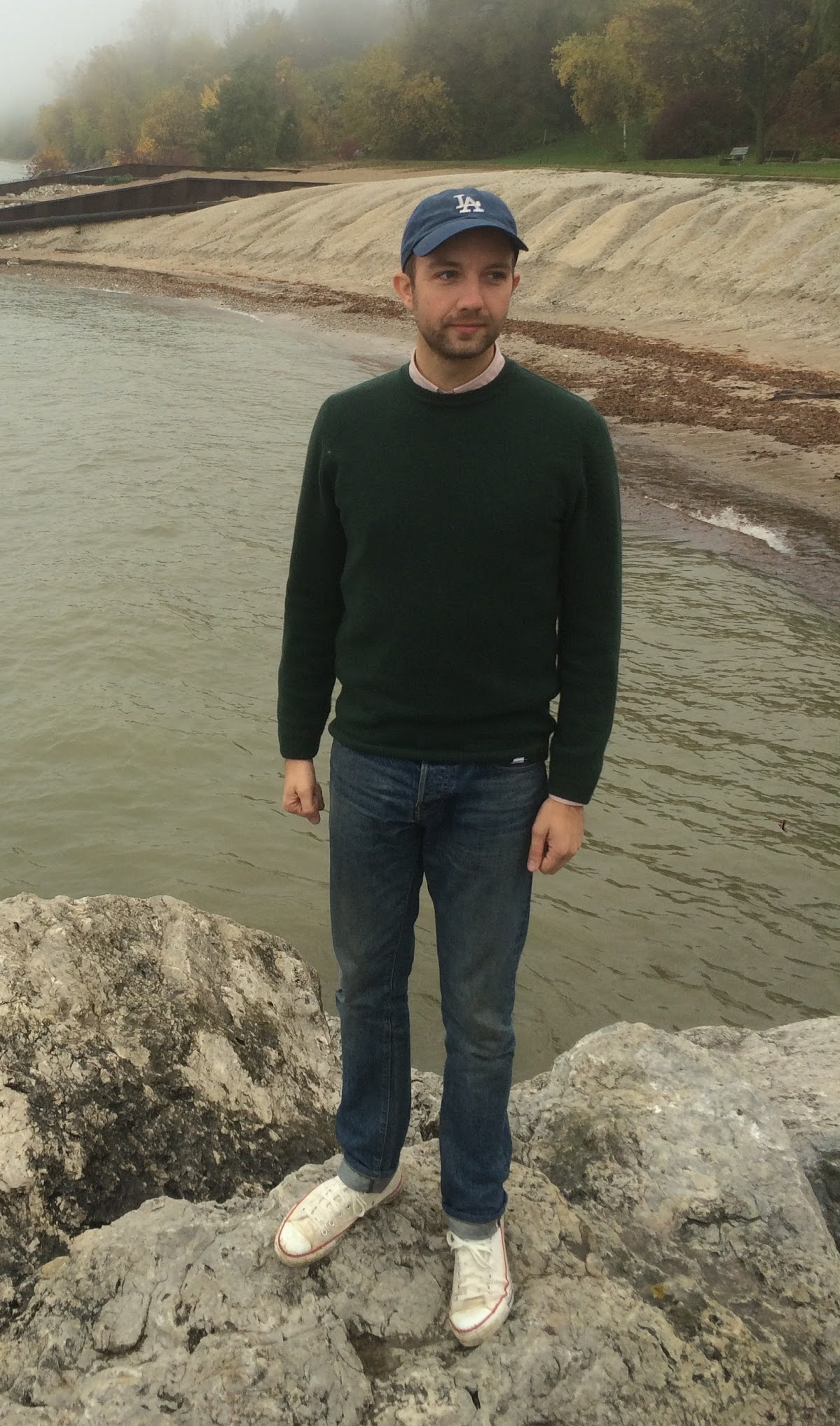

Jon Klassen   (Winnipeg, 29 de novembre de 1981) és un escriptor i il·lustrador canadenc de llibre infantil i juvenil i animació. El 2014 ha guanyat el Premi Llibreter d'Àlbum Il·lustrat per "Aquest barret no és meu" (Milrazones, 2013).

## Biografia
Klassen va néixer a Winnipeg, Manitoba, Canadà el 1981 i es va criar a Niagara Falls (Ontario) i Toronto. Va estudiar animació al Sheridan College, es va graduar l'any 2005, i es va traslladar a Los Angeles. L'any 2006, va crear un curt d'animació amb Dan Rodriques, An Eye for Annai. Va treballar en l'animació de Kung Fu Panda i Coraline i va ser director artístic del vídeo musical animat de I'll Go Crazy If I Don't Go Crazy Tonight dels U2.

## Carrera professional
El 2010, Klassen il·lustra el llibre de Maryrose Wood The Incorrigible Children of Ashton Place: The Mysterious Howling, i obté reconeixement internacional amb el premi Governor General's Award for English-language children's illustration per les seves il·lustracions a Cats' Night Out, de Carolyn Stutson.
El seu llibre I Want My Hat Back, en què un os que està buscant el seu barret es menja el conill que li ha robat, fou escollit entre els "10 Millors Àlbums infantils de 2011" de The New York Times. El llibre es va publicar el setembre de 2011 a Candlewick Press. Klassen defensa el final del llibre, pel que fou criticat, dient que "no hi havia un altre final possible". Va obtenir un èxit comercial considerable, i fins i tot van circular per Internet versions modificades de la història. En una ressenya a The New York Times, Pamela Paul lloava el llibre: "és meravellós i sorprenent, el tipus de llibre que fa riure els nens i somriure els adults, un petit llibre encantador com a debut d'un gran talent prometedor". Segons el Chicago Tribune, "el mèrit del llibre radica en la manera d'endevinar l'argument explícit a partir dels detalls de la il·lustració." Tanmateix hi va haver certa polèmica sobre el final del llibre, sobre la conveniència que en un llibre infantil un personatge en mati un altre sense conseqüències.
Klassen va guanyar la Caldecott Medal per This is Not My Hat, publicat per Candlewick Press el 2012, pel text i la il·lustració. El premi anual dels bibliotecaris professionals s'atorga a l'il·lustrador de l'any anterior "més destacat en llibre infantil l·lustrat a Amèrica". Traduït al català com Aquest barret no és meu (Milrazones, 2012), explica la història d'un peixet que li roba el barret a un peix gros.
Klassen ha il·lustrat The Dark escrit per Lemony Snicket publicat el 2013.

## Obres en anglès
- Cats' Night Out, 2010, de Carolyn Stutson, il. Klassen, ISBN 9781416940050
- The Incorrigible Children of Ashton Place: the mysterious howling, 2010, de Maryrose Wood, il. Klassen
- I Want My Hat Back, 2011, Candlewick Press, ISBN 9780763655983
- This Is Not My Hat, 2012, Candlewick Press, ISBN 9780763655990
- Extra Yarn, 2012, de Mac Barnett, il. Klassen, ISBN 9780061953385
- The Dark, 2013, de Lemony Snicket, il. Klassen, ISBN 9780316187480
- House Held Up By Trees, 2012, de Ted Kooser, il. Klassen, ISBN 9780763651077

## Obres en català
- Aquest barret no és meu, 2013, Milrazones, ISBN 9788494047923
- Llana a dojo, 2013, Joventut, de Mac Barnett, il. Klassen ISBN 9788426140142
- On és el meu barret?, 2012, Milrazones, ISBN 9788493892746

## Obres en castellà
- Hilo sin fin, 2013, Juventud, de Mac Bennett, il. Klassen, ISBN 9788426140135
- Yo quiero mi gorro, 2012, Milrazones, ISBN 9788493892739